# Национальный исторический музей (Албания)

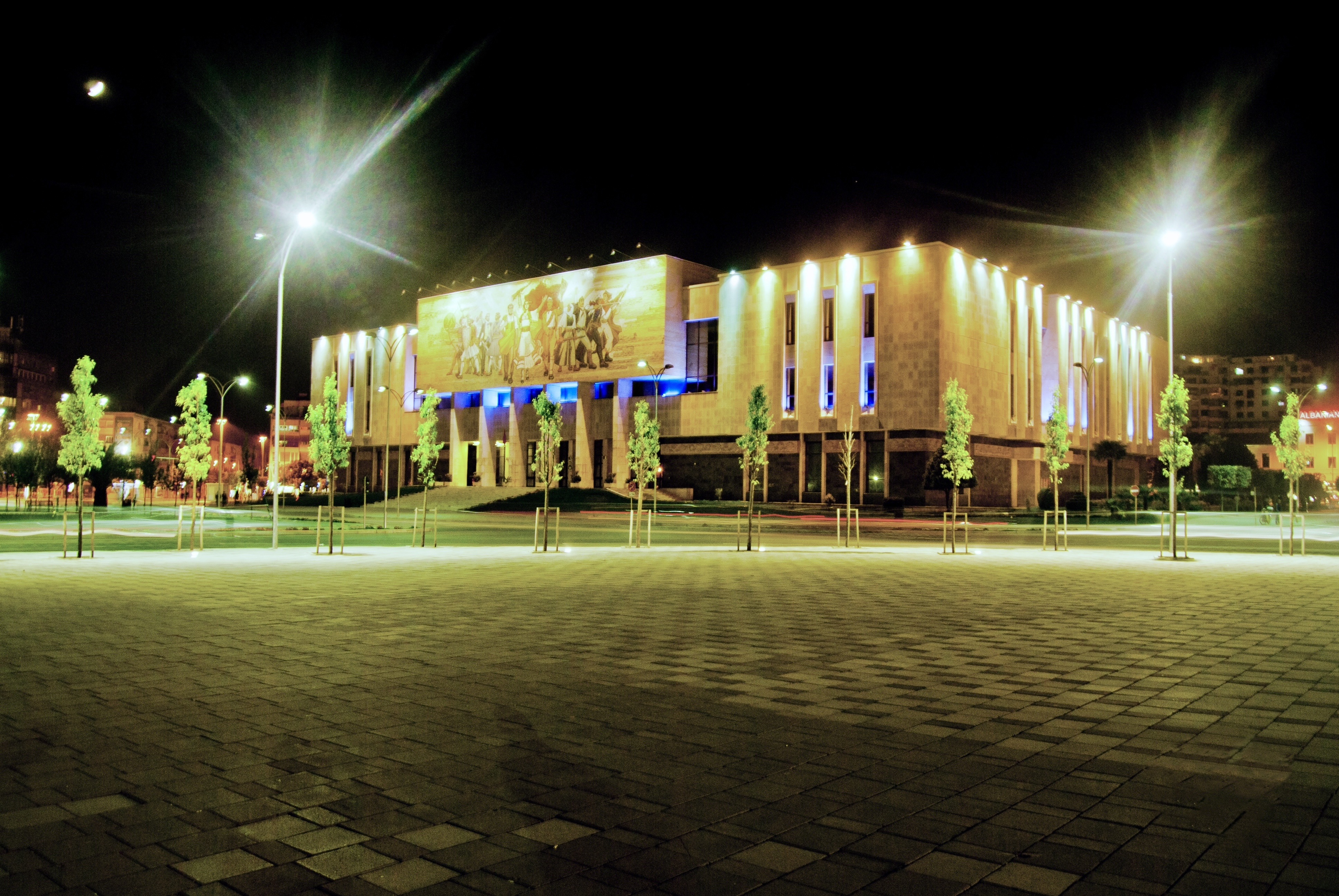
Национальный исторический музей в Тиране, Албания

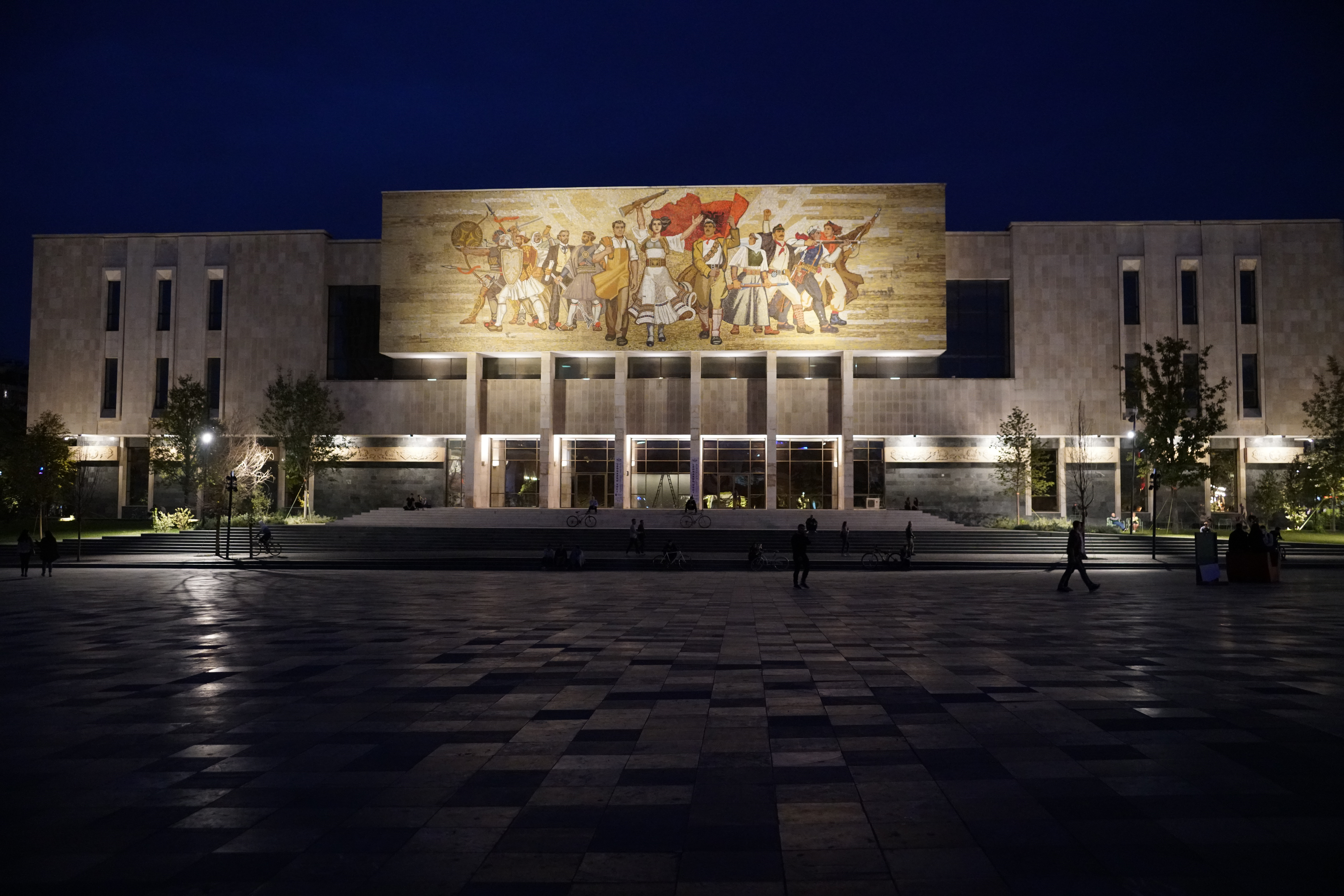
Мозаика Национального исторического музея в Тиране, Албания

Национальный исторический музей (алб. Muzeu Historik Kombëtar) — крупнейший исторический национальный музей Албании, расположен на площади Скандербега в столице государства Тиране.

## История
Открыт 28 октября 1981 года в здании, спроектированном группой архитекторов под руководством Энвера Фая. Занимает площадь 27 000 м², из которых 18 000 м² доступны для экспозиций.
Национальный исторический музей Тираны, известен прежде всего огромной мозаикой «Албанцы» на фасаде здания, которая является одним из символов албанской столицы. Мозаика, созданная художником Иосифом Дробоником, занимает площадь 400 м². На ней изображены тринадцать фигур албанцев разных периодов истории Албании от древних до современных фигур.
В музей имеются следующие залы: Античности, Средневековья, Возрождения, Независимости, Иконографии, Национально-освободительной антифашистской войны, Коммунистического террора и Мать Тереза. Четыре этажа музея показывают смену эпох — от доисторической до коммунистической. Коллекция насчитывает более 4700 экспонатов.
С 2017 года директором музея является историк Дориан Кочи.

## Коллекция
На первом этаже в хронологическом порядке выставлены экспонаты из предыстории и античности (всего более 400 предметов). Особенный интерес представляют иллирийские следы, обнаруженные на территории Албании. Наиболее ценные предметы относятся к IV веку до нашей эры: голова Аполлона, найденная в Бутринти, и мозаика из Дурреса, изображающая голову молодой женщины. Большинство экспонатов — монеты, украшения, бижутерия и другие предметы.
На втором этаже музея представлены экспонаты, относящиеся к средневековому и современному прошлому Албании. Особенно интересными экспонатами являются реконструкция входа в церковь Св. Яна Владимира в Эльбасане и фрагмент колоннады из Аполлонии Иллирийской.
На третьем этаже музея находится экспозиция, посвященная периоду Албанского национального возрождения (1878—1912), и особенно обширный раздел, посвященный Второй мировой войне и Народно-освободительной борьбе в Албании (в основном гравюры, а также оружие и военная техника). Открытая в 1996 году выставка, посвящённая коммунистической диктатуре в Албании, насчитывает 136 экспонатов. В основном, это фотографии жертв коммунистического режима, их личные вещи, а также официальные документы и вырезки из прессы того времени. В рамках выставки одна из камер, где отбывали наказание в трудовом лагере, была реконструирована в масштабе 1:1 .
В музее также представлены образцы албанского сакрального искусства (в том числе 65 православных икон XIV—XIX веков), несколько десятков народных костюмов XIX—XX веков (в том числе костюмы Арбереши), а также выставка, посвящённая албанке матери Терезе.

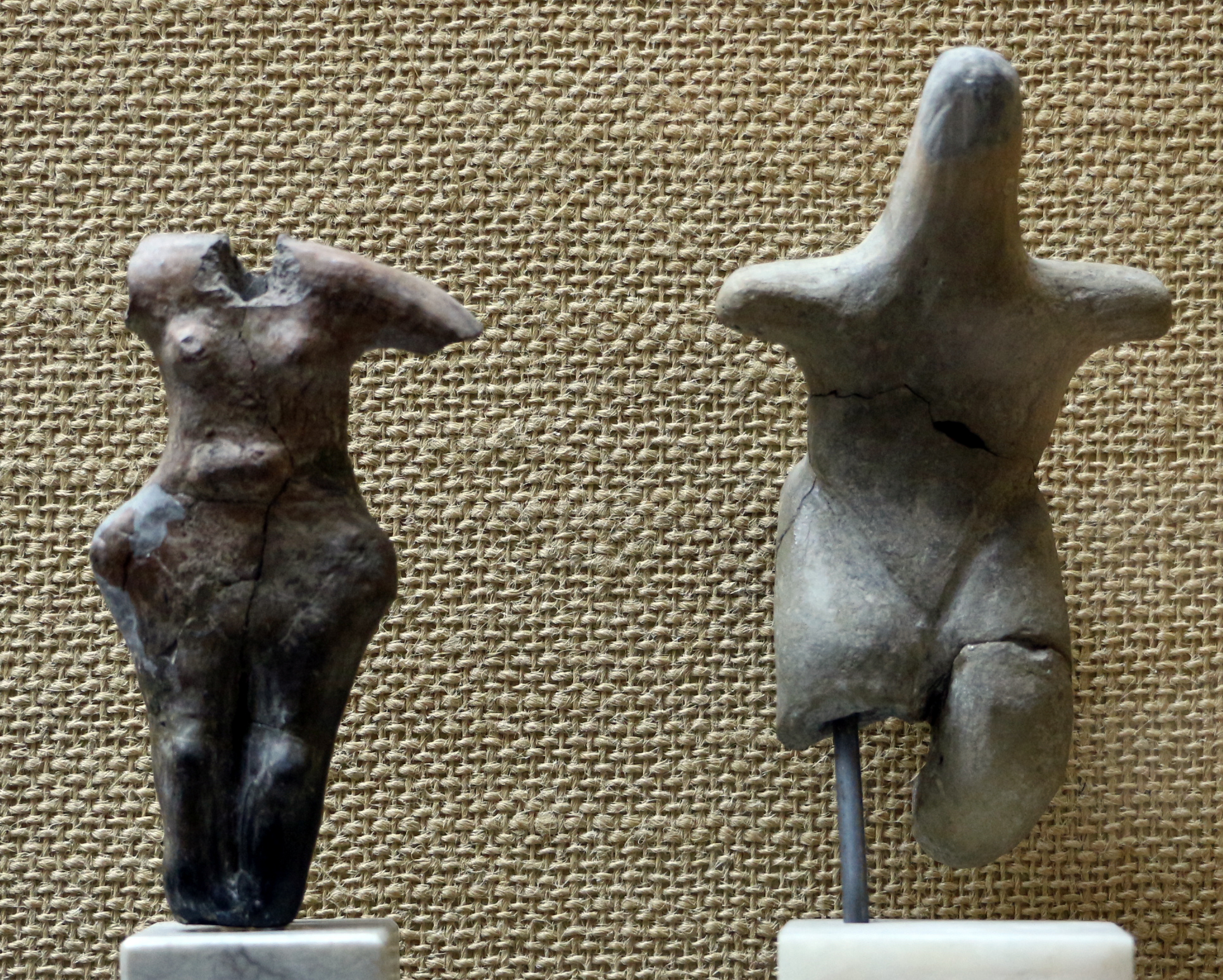
Экспонаты IV века до н.э.
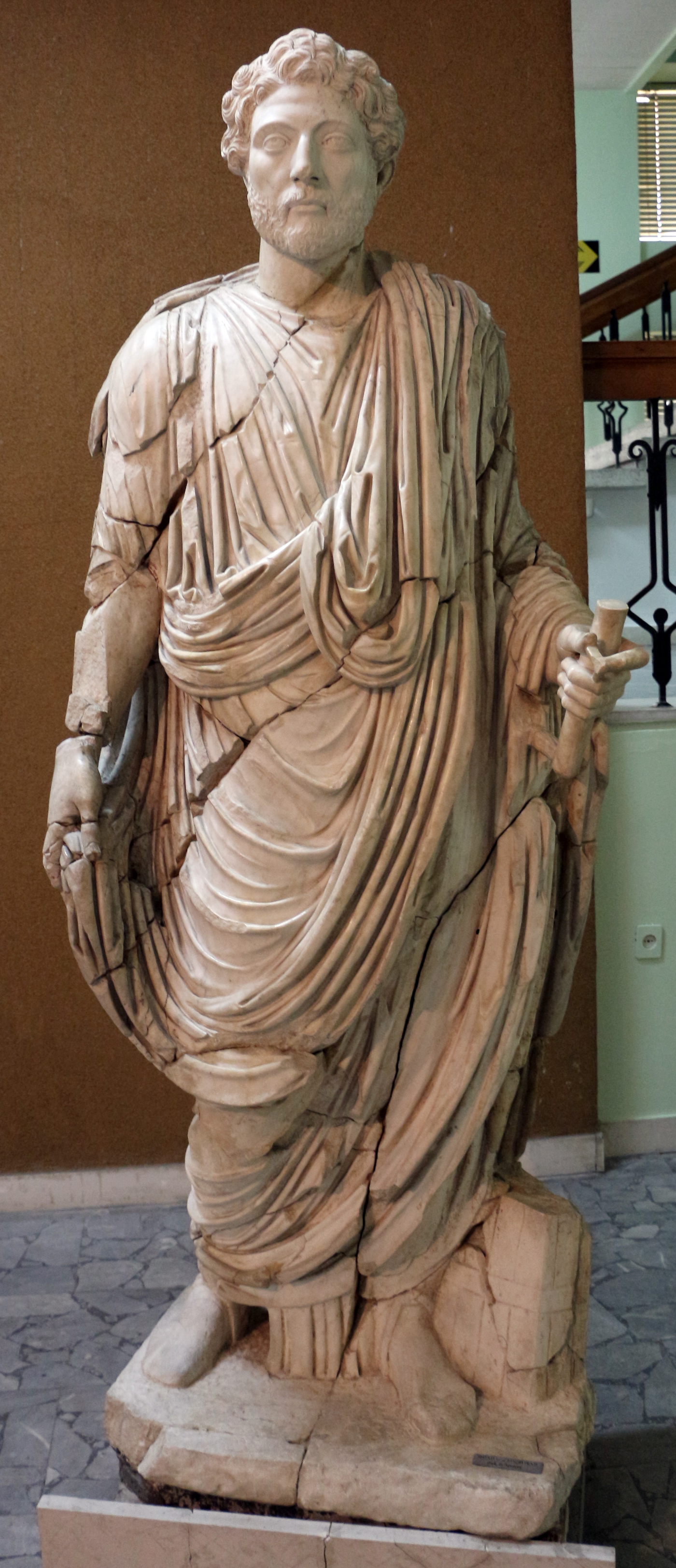
Статуя Магистрата из Аполлонии Иллирийской
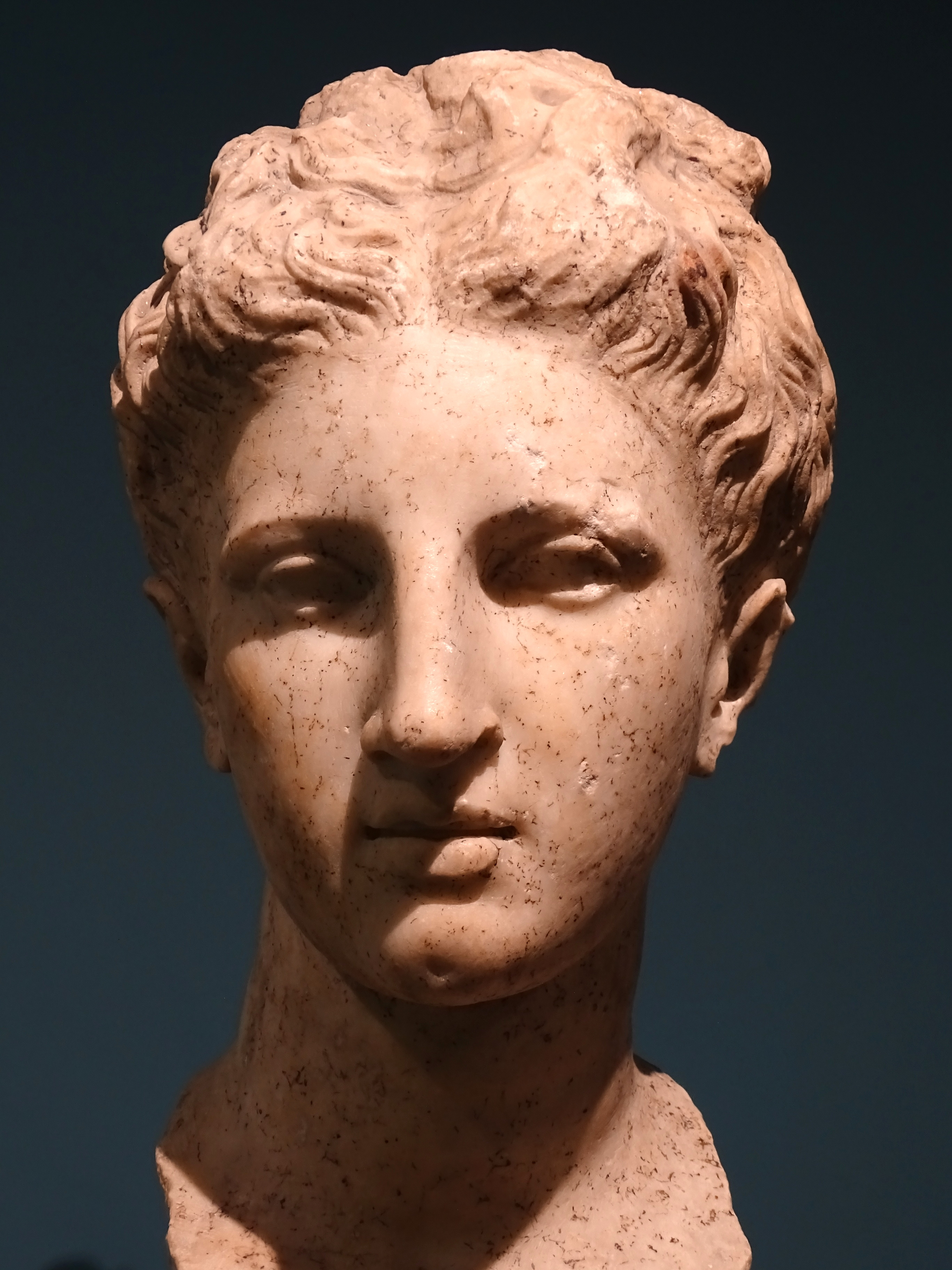
Голова Апполона
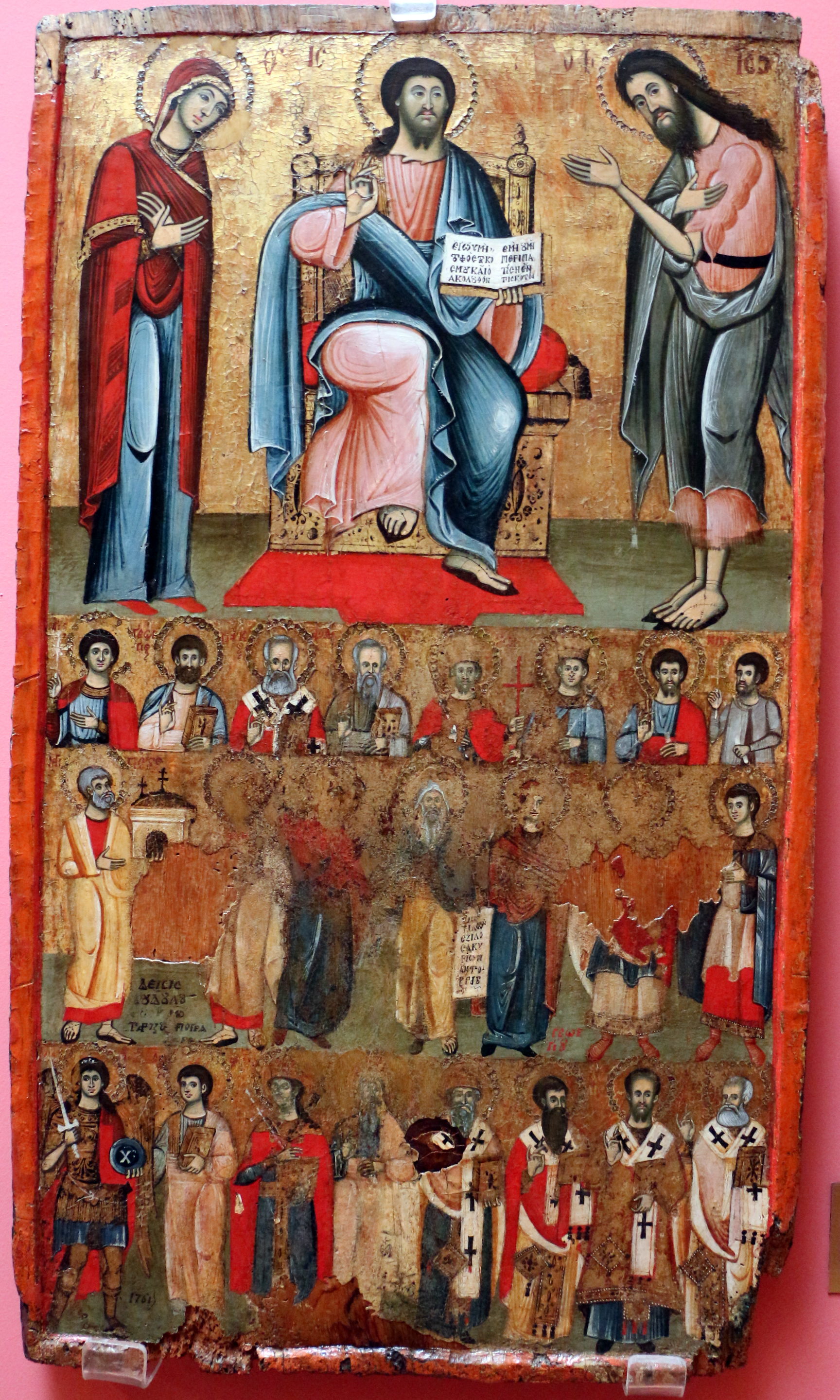
Икона, ок.1761 г.
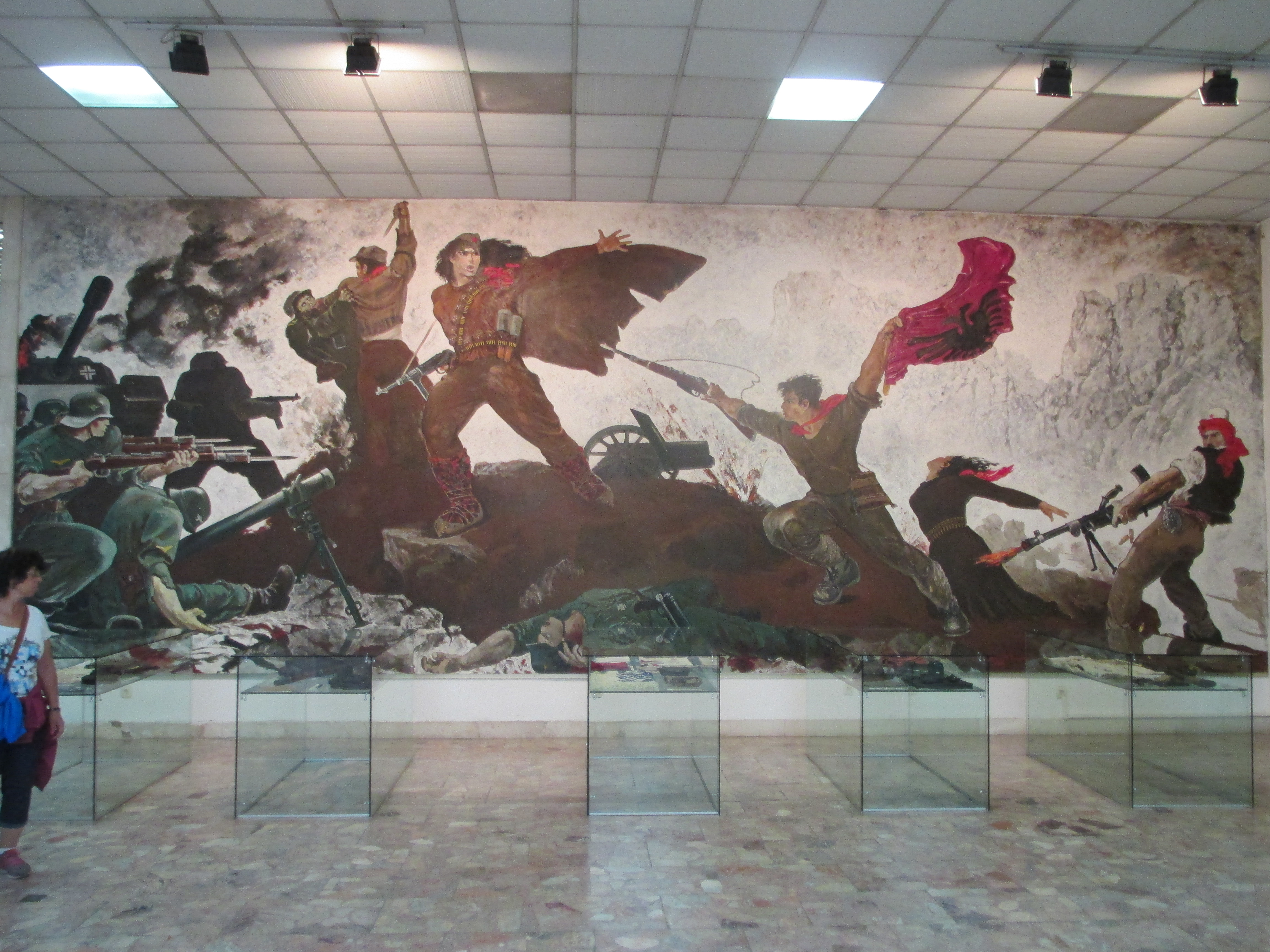
Мурал, посвящённый периоду борьбы с фашизмом
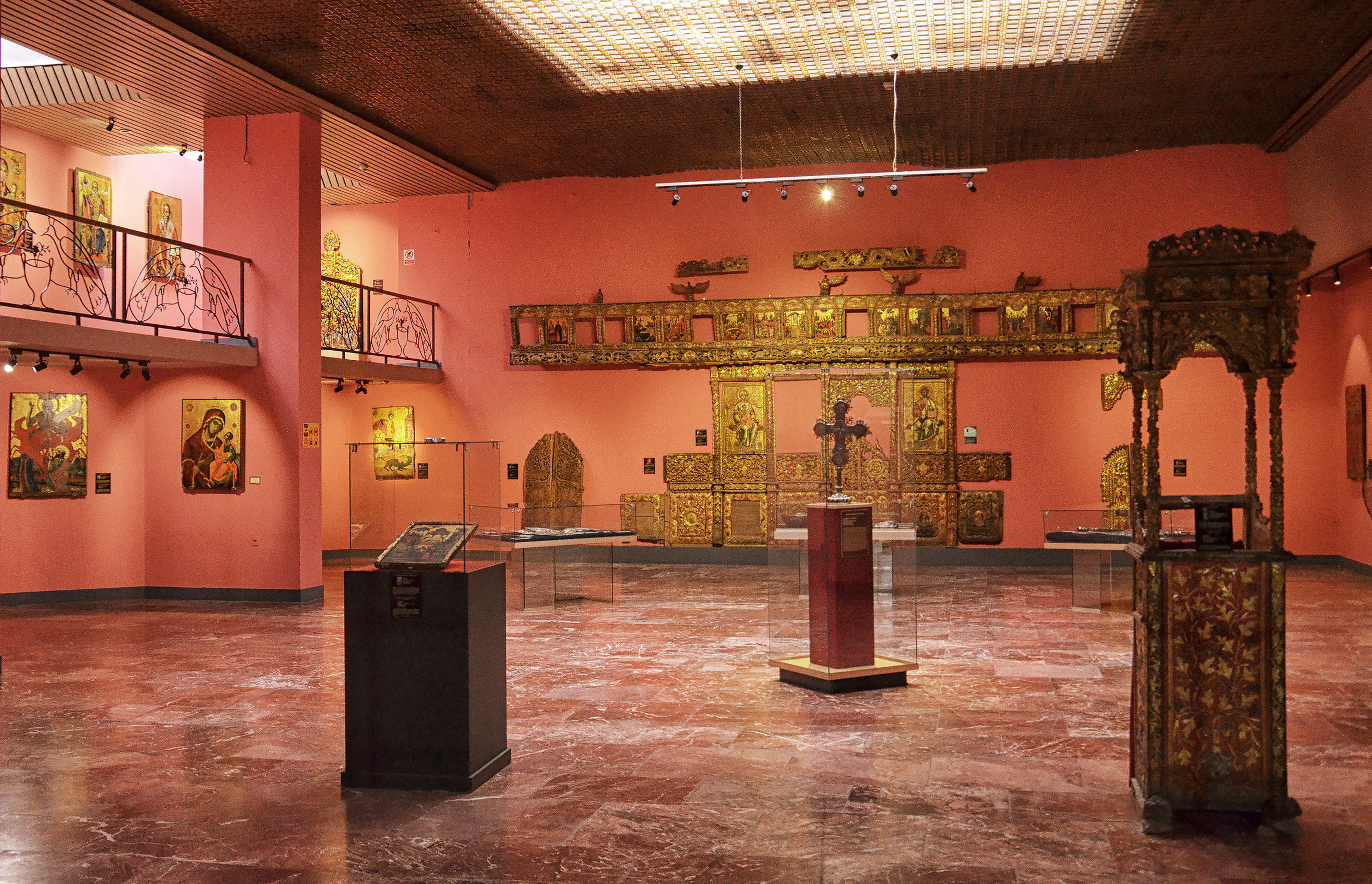
Один из залов музея
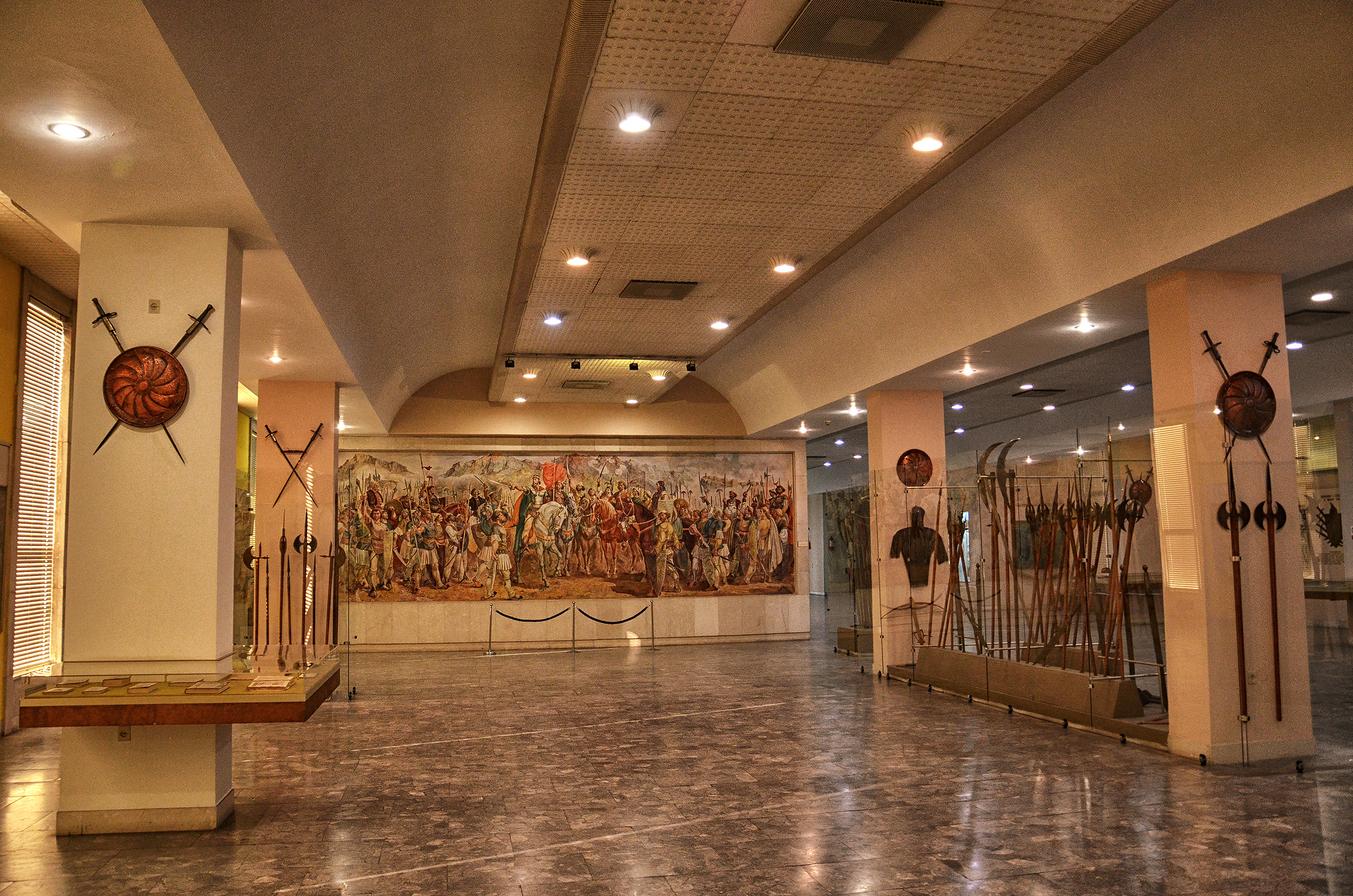
Один из залов музея
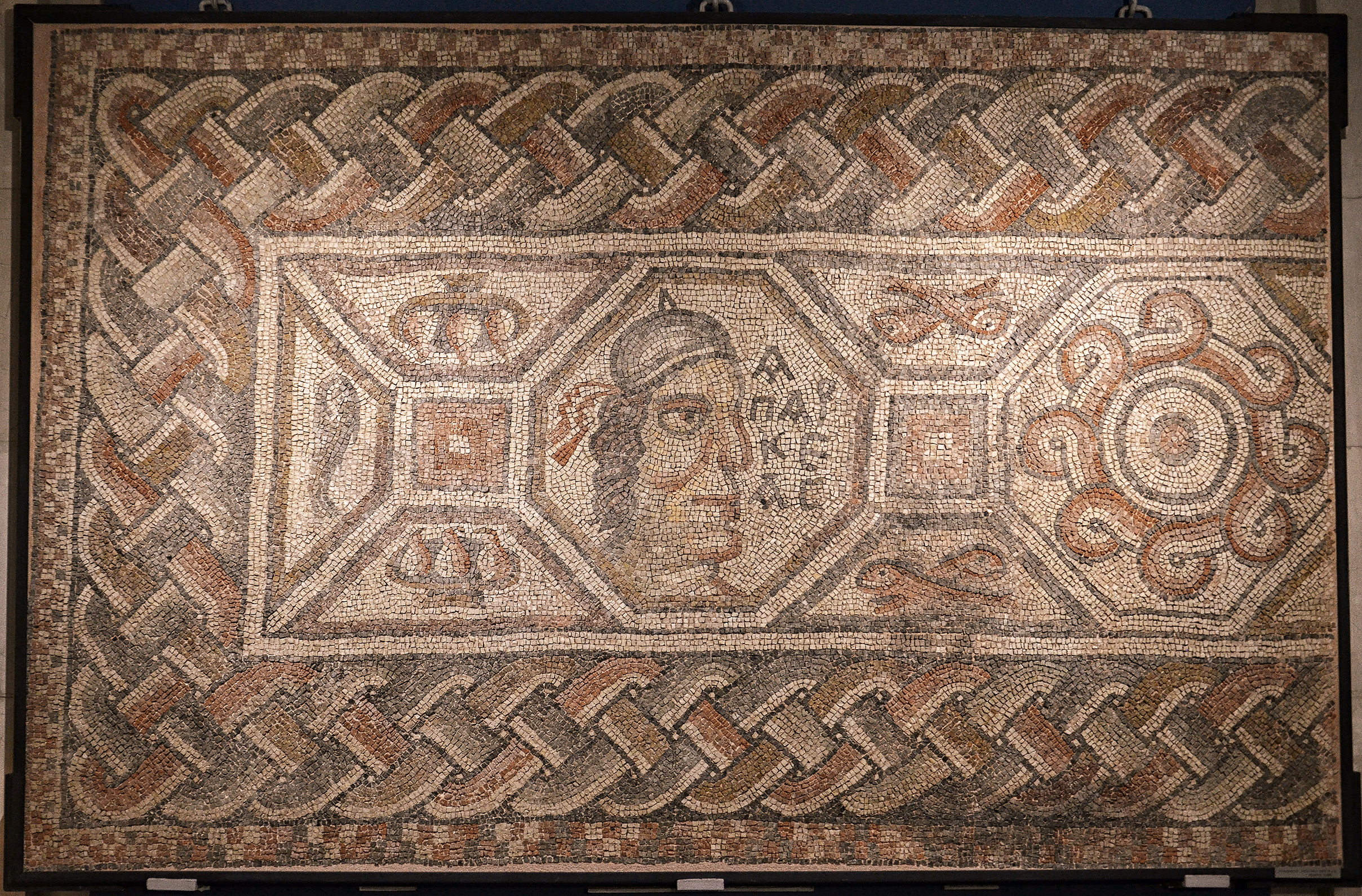
Мозаика